# Heilig-Kreuz-Münster (Rottweil)

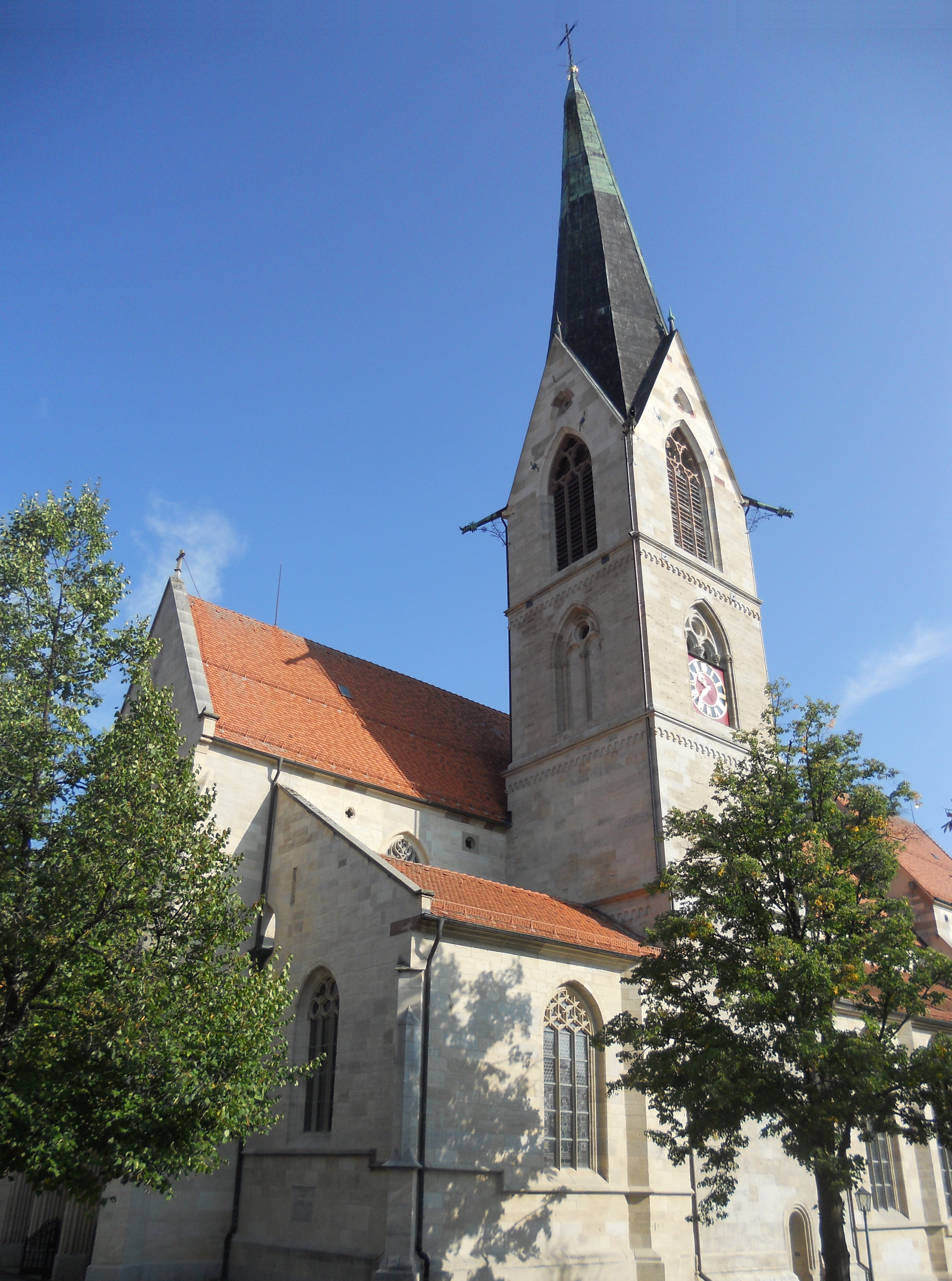
Außenansicht

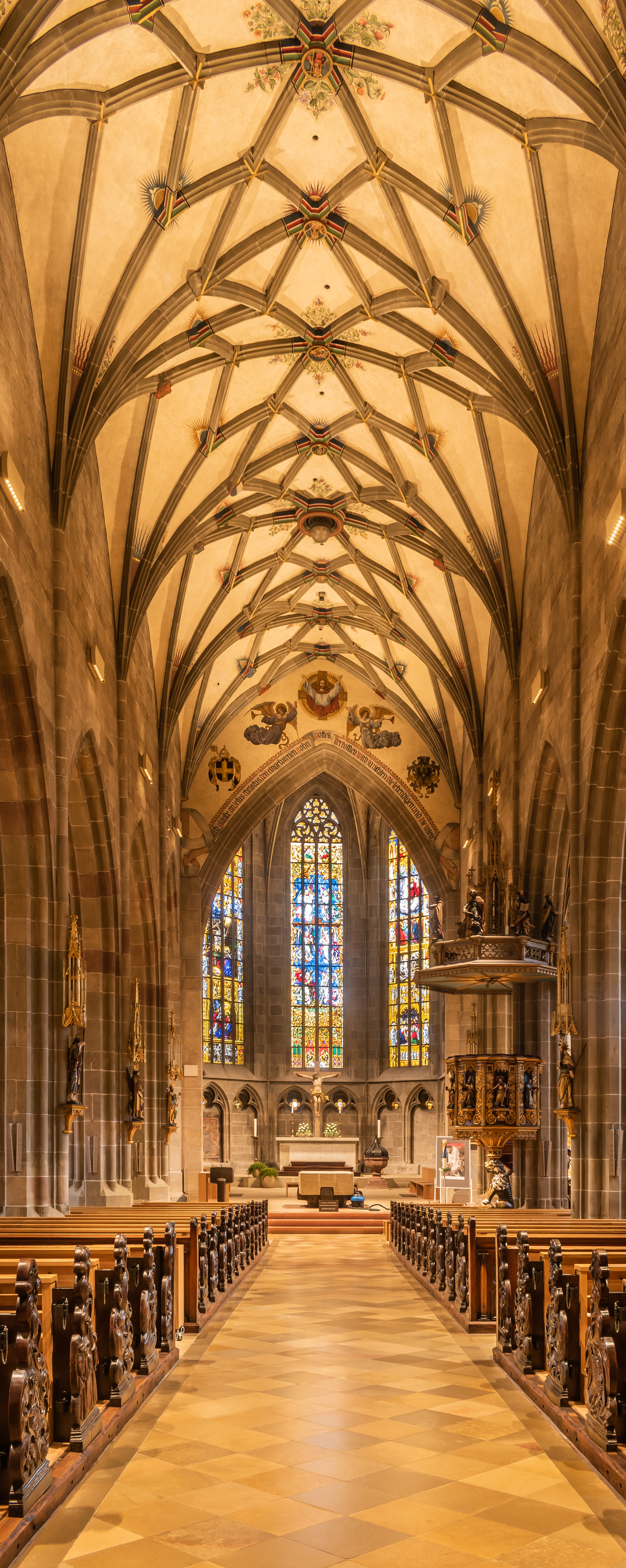
Innenraum

Das Heilig-Kreuz-Münster ist seit dem frühen 15. Jahrhundert die katholische Hauptkirche der Stadt Rottweil, zuvor war sie Filiale der Mutterkirche im Teilort Altstadt, der Basilika St. Pelagius.
Die Denkmalstiftung Baden-Württemberg ernannte die Kirche zum Denkmal des Monats März 2018.

## Geschichte
Zunächst als spätromanische Kirche im 13. Jahrhundert gebaut, wurde um 1400 ein neuer hochgotischer Chor mit 5/8-Schluss angefügt. Das Langhaus, eine spätgotische Pseudobasilika mit typisch schwäbisch eingezogenen Strebepfeilern, wurde erst im 16. Jahrhundert vollendet; vom Ursprungsbau blieben nur die unteren Turmgeschosse, zwei frühgotische Bögen im Mittelschiff am Turm und das romanische Westportal erhalten.
Nach dem Dreißigjährigen Krieg wurde die Kirche dem Zeitgeist entsprechend barock ausgestattet, eine bauliche Barockisierung wurde jedoch nie durchgeführt. Während der Restaurierungsarbeiten um 1840 durch Carl Alexander Heideloff wurde das Münster radikal regotisiert. Die gesamte barocke Ausstattung, insbesondere der riesige Hochaltar, ging dabei verloren. Allerdings wurde die neue Ausstattung in wesentlichen Teilen aus dem Kunsthandel erworben, so dass sich dennoch viele kunsthistorisch hochwertige Werke finden, wie das Altarkreuz, der Apostelaltar, der Marienaltar mit Franziskuslegende und verschiedene Seitenaltäre.

## Ausstattung
Der Turm mit seinen vier Geschossen aus der Übergangszeit zwischen Romanik und Frühgotik stammt vom Ursprungsbau. Der überlange spätgotischen Turmhelm ist seit einem Brand 1696 schief. Zudem ist er seit einem Blitzschlag im 19. Jahrhundert nicht mehr ganz spitz zulaufend. Zimmerleute schlugen damals Tritte in den Kupferhelm, stiegen zur brennenden Turmspitze und sägten diese samt Turmkreuz ab. Das Hauptportal unter einem Steinbaldachin ist eine freie Kopie des Originals aus der Frührenaissance im neugotischen Stil. Das Westportal unter der Vorhalle aus dem 19. Jahrhundert ist romanisch.
Das Altarkreuz wird Veit Stoß zugeschrieben, der Apostelaltar am Chorbogen zwischen Hoch- und Südchorvon ist von Cord Bogentrik. Das spätgotische Netzrippengewölbe im Südschiff, stammt aus der Zeit des ersten Bauabschnitts des Langhausbaues aus dem 15./16. Jahrhundert, die Kanzel ist ein Werk des frühen 17. Jahrhunderts in typisch süddeutschem, nachgotischem Stil. Außerdem befindet sich im Kirchenraum die sogenannte Rottweiler Madonna, ein rheinisches Werk der Spätgotik. Sie wurde als Madonna von der Augenwende, ehedem das Ziel vieler Wallfahrten in die Rottweiler Predigerkirche, nach der Säkularisation vom Dominikanerkloster in das Münster übertragen. Die neugotischen Fenster im Chor sind zum Teil persönliche Geschenke des württembergischen Königshauses an die Stadt. Die Wangen des Gestühls stammen größtenteils aus dem 18. Jahrhundert und weisen Bezüge zur Fasnet auf. Des Weiteren finden sich Zunftlaternen im Kirchenraum, die immer noch zur Monatsprozession und an Fronleichnam Verwendung finden.
Der Fußboden des Schiffes weist ein Gefälle zum Chor auf.
In einer Seitenkapelle des Südschiffs befindet sich die älteste in Rottweil nachweisbare Narrendarstellung.
Die Weihnachtskrippe der Kirche ist ein Werk des Horber Bildschnitzers Klink von 1950. Als Bethlehem thront die Alt-Rottweiler Stadtsilhouette über der Krippe vor dem Sternenhimmel.

## Orgel

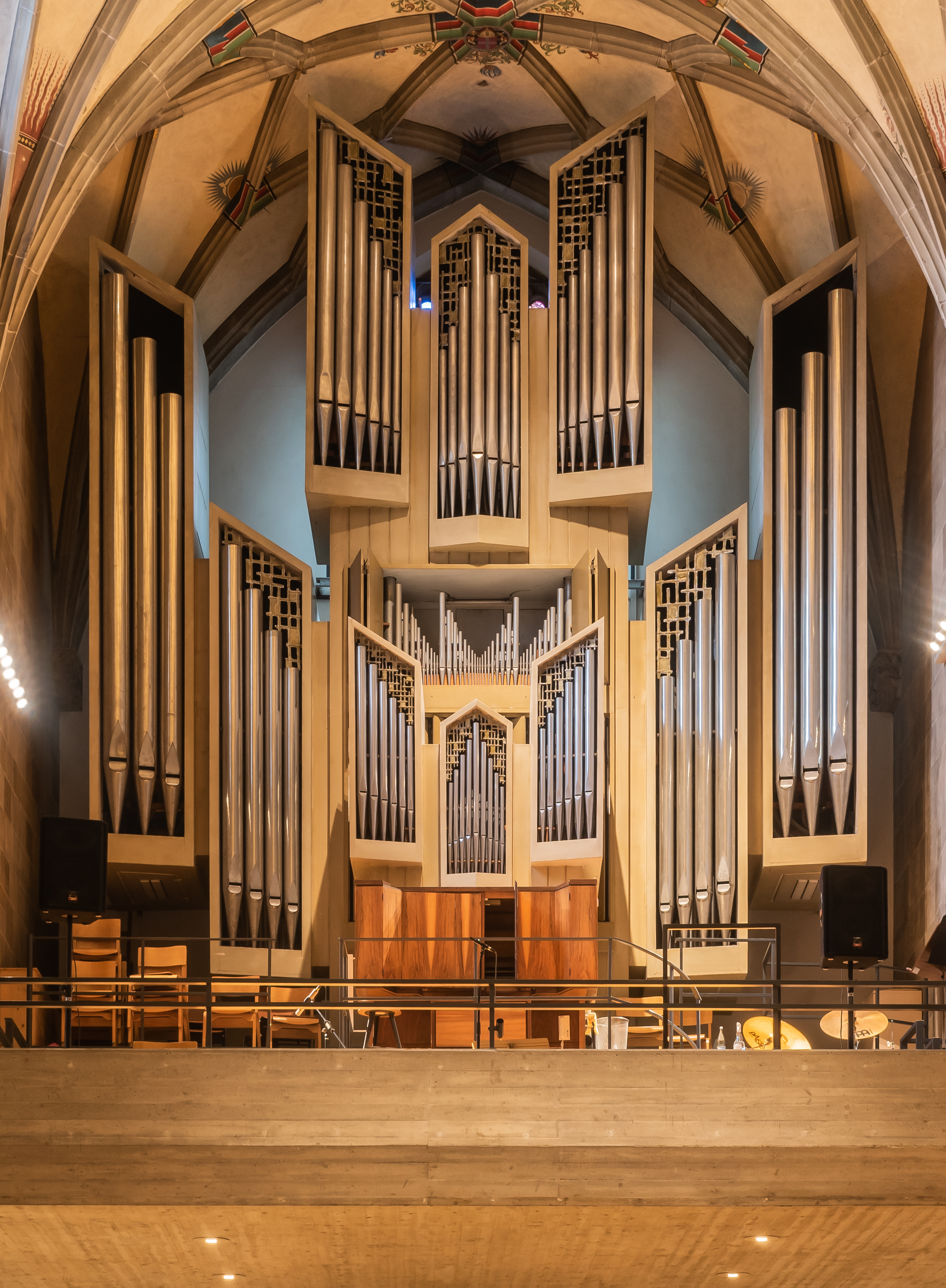
Klais-Orgel

Die Orgel des Münsters wurde 1967 vom Unternehmen Johannes Klais Orgelbau mit 52 Registern und zirka 3850 Pfeifen auf 4 Manualen und Pedal (Schleifladen) erbaut. Die Spieltrakturen sind mechanisch, die Registertrakturen elektrisch.
Das Instrument ersetzte eine im Jahr 1931 von der Firma Gebr. Späth Orgelbau mit 69 Registern auf elektropneumatischer Traktur erbaute Orgel, die ihrerseits ein zuletzt 1885 von der Firma E. F. Walcker & Cie. mit 38 Registern technisch weitgehend neugebautes Instrument des Rottweiler Orgelbauers Ferdinand Benz ersetzte.
| I Positiv C–a3 |                     |       |
| 1.             | Holzgedackt         | 8′    |
| 2.             | Quintade            | 8′    |
| 3.             | Principal           | 4′    |
| 4.             | Rohrflöte           | 4′    |
| 5.             | Octav               | 2′    |
| 6.             | Waldflöte           | 2′    |
| 7.             | Sesquialtera II–III | 2 ⁄3′ |
| 8.             | Scharff IV          | 1′    |
| 9.             | Dulcian             | 16′   |
| 10.            | Krummhorn           | 8′    |
|                | Tremulant           |       |

| II Hauptwerk C–a3 |             |       |
| 11.               | Pommer      | 16′   |
| 12.               | Principal   | 8′    |
| 13.               | Spitzflöte  | 8′    |
| 14.               | Octav       | 4′    |
| 15.               | Holztravers | 4′    |
| 16.               | Superoctav  | 2′    |
| 17.               | Cornett V   | 8′    |
| 18.               | Mixtur IV   | 1 ⁄3′ |
| 19.               | Cymbel III  | 1⁄2′  |
| 20.               | Trompete    | 16′   |
| 21.               | Trompete    | 8′    |
| 22.               | Clairon     | 4′    |

| III Schwellwerk C–a3 |               |        |
| 23.                  | Holzprincipal | 8′     |
| 24.                  | Rohrgedackt   | 8′     |
| 25.                  | Octav         | 4′     |
| 26.                  | Blockflöte    | 4′     |
| 27.                  | Nasard        | 2 ⁄3′  |
| 28.                  | Flachflöte    | 2′     |
| 29.                  | Terz          | 1 3⁄5′ |
| 30.                  | Superoctav    | 1′     |
| 31.                  | Acuta V       | 2′     |
| 32.                  | Fagott        | 16′    |
| 33.                  | Hautbois      | 8′     |
|                      | Tremulant     |        |

| IV Brustwerk C–a3 |                |       |
| 34.               | Kleingedackt   | 8′    |
| 35.               | Spillpfeife    | 4′    |
| 36.               | Principal      | 2′    |
| 37.               | Larigot        | 1 ⁄3′ |
| 38.               | None           | 8⁄9′  |
| 39.               | Quintcymbel II | 1⁄4′  |
| 40.               | Bärpfeife      | 8′    |
|                   | Tremulant      |       |

| Pedal C–f1 |                 |        |
| 41.        | Principal       | 16′    |
| 42.        | Subbass         | 16′    |
| 43.        | Octav           | 8′     |
| 44.        | Gemshorn        | 8′     |
| 45.        | Superoctav      | 4′     |
| 46.        | Trichtergedackt | 4′     |
| 47.        | Nachthorn       | 2′     |
| 48.        | Rauschbass III  | 5 1⁄3′ |
| 49.        | Hintersatz IV   | 2 ⁄3′  |
| 50.        | Fagott          | 32′    |
| 51.        | Posaune         | 16′    |
| 52.        | Zinke           | 8′     |

- Koppeln: I/II, III/II, IV/II, III/I, IV/I, IV/III, I/P, II/P, III/P, IV/P
- Spielhilfe: 5-fache Setzeranlage